# NGC 5947
NGC 5947 is een balkspiraalstelsel in het sterrenbeeld Ossenhoeder. Het hemelobject werd op 18 juni 1884 ontdekt door de Franse astronoom Édouard Jean-Marie Stephan.

## Synoniemen
- UGC 9877
- MCG 7-32-19
- ZWG 222.19
- IRAS 15288+4253
- PGC 55274